# Polyploca ridens
Polyploca ridens là một loài bướm đêm thuộc họ Drepanidae. Nó được tìm thấy ở miền nam và Trung Âu, Anh, Đan Mạch, miền nam Thụy Điển và ở phía đông up to Nga.

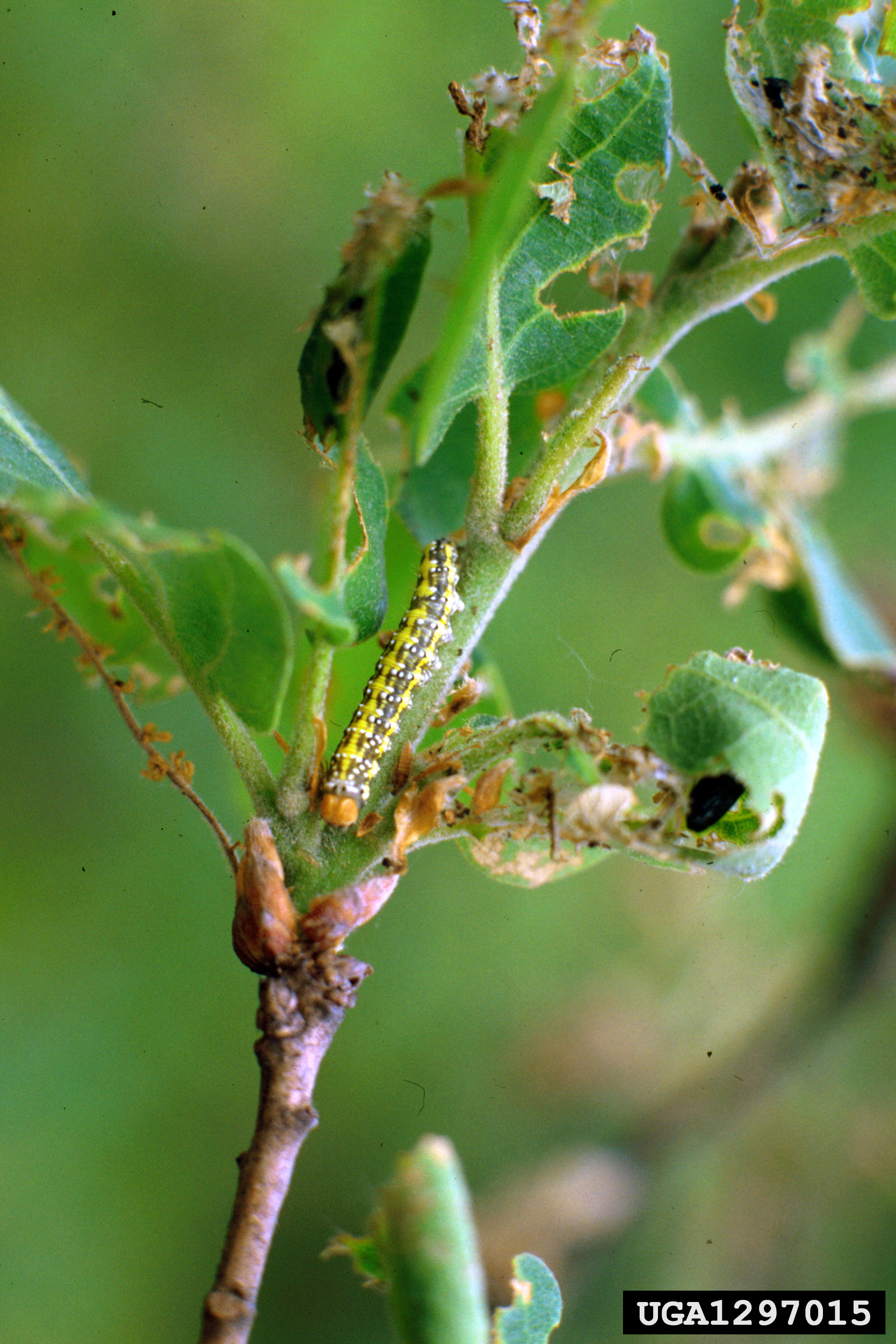
Sâu bướm

Sải cánh dài 30–35 mm. Con trưởng thành bay từ tháng 4 đến tháng 5 tùy theo địa điểm.
Ấu trùng ăn sồi.

## Hình ảnh

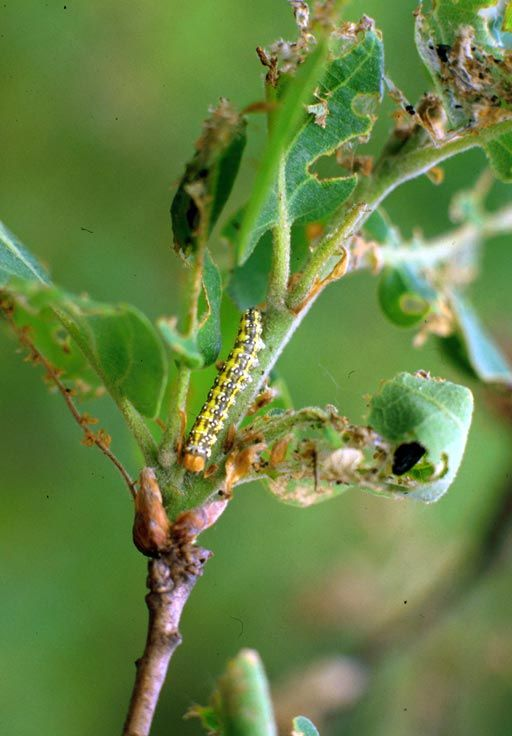
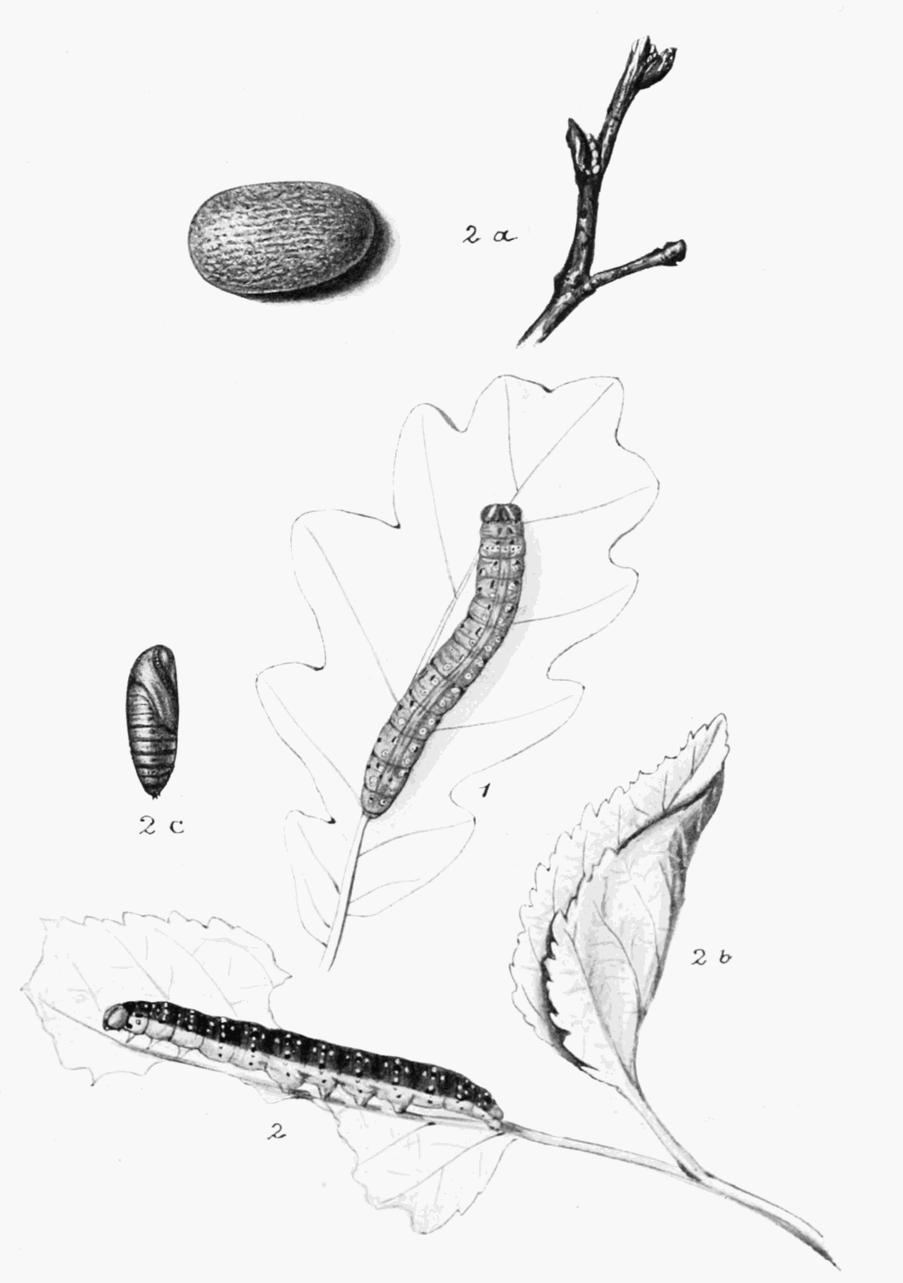
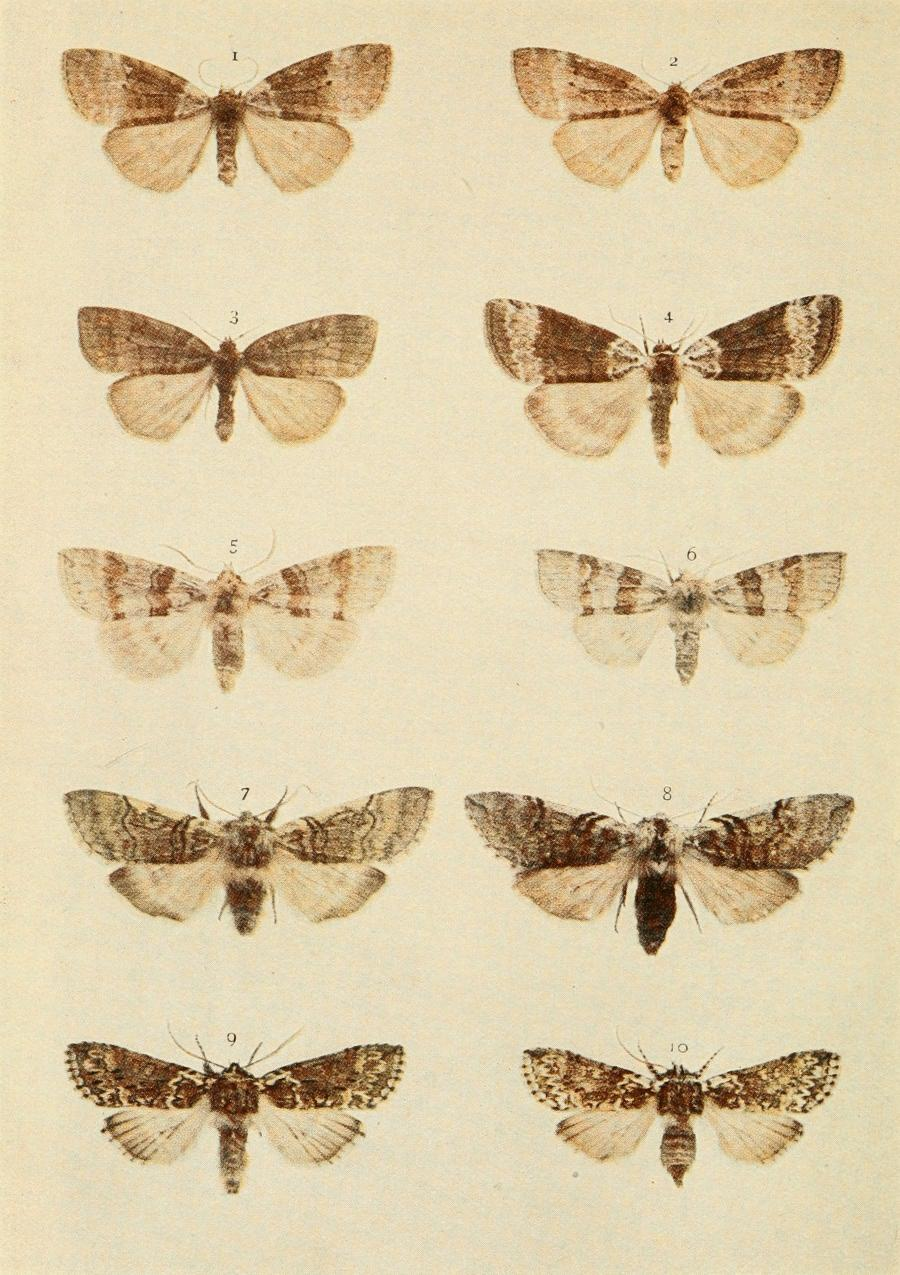